# Plutón (contratorpedeiro)

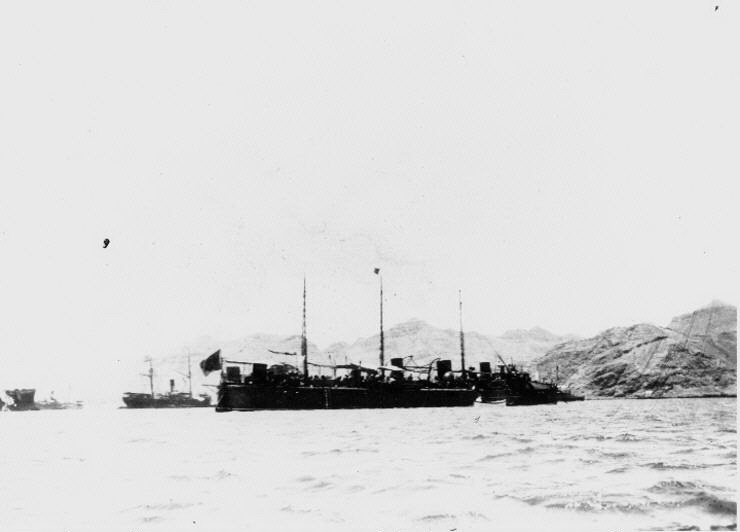
Destróier espanhol não identificado, podendo ser o Plutón ou o Furor.

O Plutón foi um destróier da Armada Espanhola construído em 1897, que lutou na Batalha de Santiago de Cuba em 3 de julho de 1898. Quando o USS Gloucester o danificou seriamente, o Plutón então encalhou na praia para não afundar.